# Tripseuxoa figulina
Tripseuxoa figulina är en fjärilsart som beskrevs av Max Wilhelm Karl Draudt 1924. Tripseuxoa figulina ingår i släktet Tripseuxoa och familjen nattflyn. Inga underarter finns listade i Catalogue of Life.